# Aleksandr Tchekhov
Aleksandr Tchékhov (Алекса́ндр Па́влович Че́хов), (22 de agosto de 1855 — 29 de maio de 1913), foi um escritor russo.
Graduado pelo Departamento de Ciências Naturais da Universidade Estatal de Moscou, ele é o mais velho dos cinco irmãos do escritor e dramaturgo russo Anton Tchékhov e pai do ator russo-americano Mikhail Chekhov.
Escreveu diversas obras literárias utilizando pseudônimos (Agafopod, Agafopod Edinitsin, Aloe e, por último, A. Gray), sendo um texto sobre história do combate aos incêndios na Rússia (Em russo: Istoričeskij očerk požarnogo dela v Rossii) e um artigo científico sobre Geologia alguns dos poucos trabalhos que ele assinou com o próprio nome.

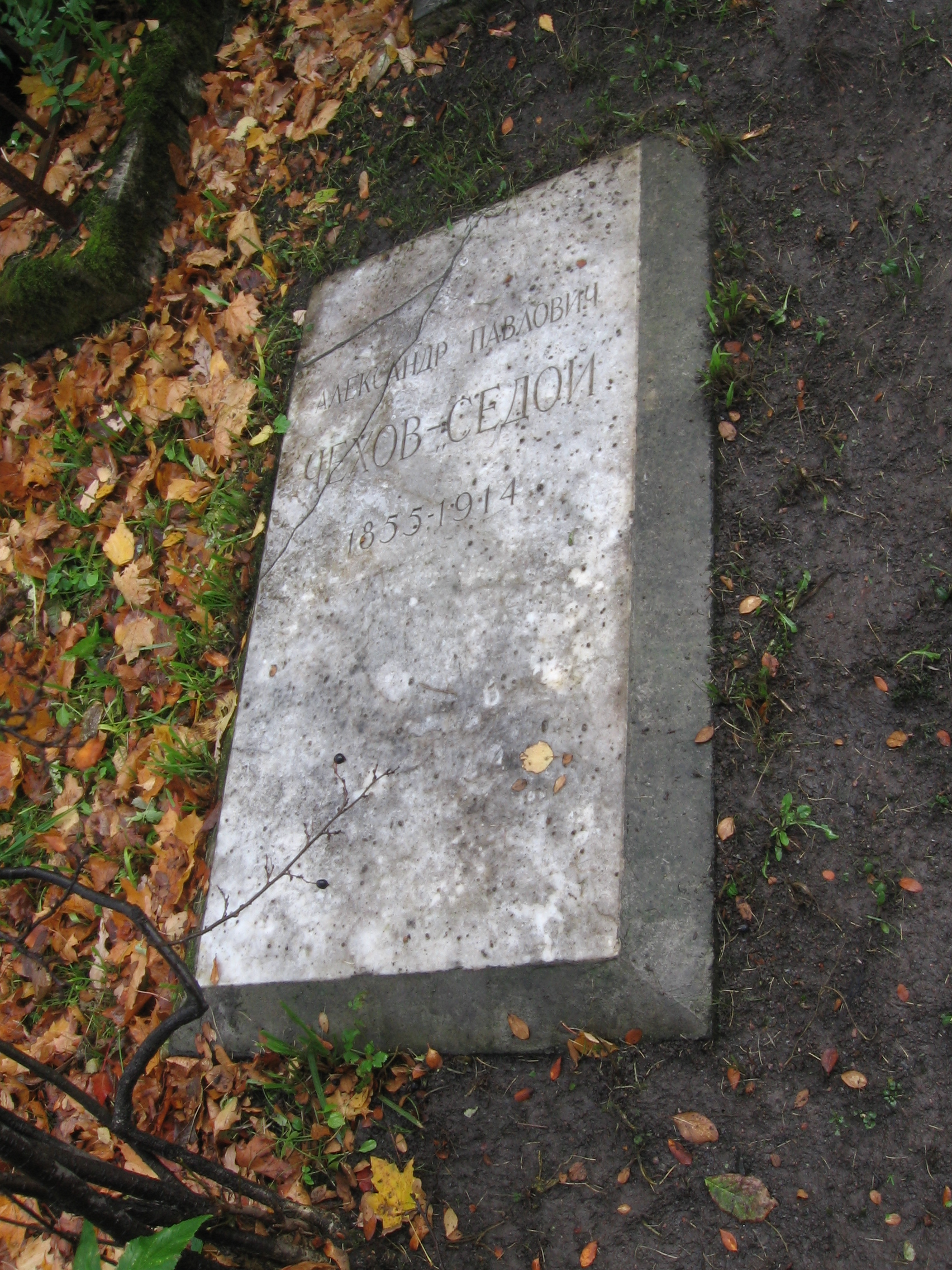
Sepultura no Cemitério de Volkovo

## Obras principais
- Историческій очерк пожарнаго дѣла в Россіи (1892)[2]
- Исторический момент в области современной геологии (1895)
- Птицы бездомные [и др. рассказы] (1895) - com o pseudônimo A. Gray.
- Святочные рассказы (1895) - com o pseudônimo A. Gray.